# 洛浦镇
洛浦镇，是中华人民共和国新疆维吾尔自治区和田地區洛浦县下辖的一个乡镇级行政单位。

## 行政区划
洛浦镇下辖以下地区：
海力排曲许尔盖村、多鲁吐格曼贝希村、克尔喀什村、多外特村、英巴扎村、阔纳巴扎村、欧吐拉博什坎村、阿恰勒村、博什坎村、咯拉都外村、古木巴特村、库尔干村、阿亚克恰帕勒村、巴什恰帕勒村、恰帕勒兰干村、塔盘村、加依铁热克村和合尼巴格村。